# Die Unterrichtsstunde (Drama)
Die Unterrichtsstunde (franz. La Leçon) ist ein Einakter von Eugène Ionesco (1909–1994), einem französisch-rumänischen Autor, der in Frankreich als der bedeutendste Dramatiker der zweiten Hälfte des 20. Jahrhunderts und als führender Vertreter des Absurden Theaters gilt. Das Stück wurde im Juni 1950 geschrieben und am 20. Februar 1951 im kleinen, von France Guy geleiteten Zimmertheater Théatre de Poche Montparnasse unter der Regie von Marcel Cuvelier uraufgeführt. Das vom Verfasser im Untertitel als drame comique (komisches Drama) bezeichnete Stück wird bis zum heutigen Tage ununterbrochen und in der noch immer gleichen Inszenierung (zusammen mit Ionescos Einakter Die kahle Sängerin) im Pariser Théatre de la Huchette gezeigt. Auch im deutschen Sprachraum erfreut es sich großer Beliebtheit, besonders – nicht zuletzt seines geringen personellen Aufwands wegen – bei experimentierfreudigen Studenten-, Keller- und Zimmertheatern, die mit kleinen Ensembles auskommen müssen.

Theaterplakat des Theaterstudios Münster

## Handlung
(Die Seitenzahlenangaben der folgenden Abschnitte beziehen sich auf die unten angegebene, im dtv-Verlag erschienene Textausgabe.)
Ein Professor, „klein von Gestalt, schon ziemlich alt, mit weißem Spitzbart“, empfängt seine neue Studentin (heute schon die vierzigste), eine einfältige Abiturientin von achtzehn Jahren, um ihr in seinem Arbeitszimmer, auf ausdrücklichen Wunsch ihrer Eltern, Privatunterricht „in allen Fakultäten gleichzeitig“ zu erteilen. „Er ist äußerst höflich, sehr schüchtern, seine Stimme klingt daher gedämpft; dabei ist er sehr korrekt und schulmeisterlich. Er reibt sich immerfort die Hände. Von Zeit zu Zeit leuchtet etwas Lüsternes in seinen Augen auf, das aber ebenso rasch wieder verschwindet“ (40). Das Mädchen, grau gekleidet, mit einem „kleinen weißen Kragen auf dem dunklen Kleid“, trägt brav eine Schulmappe unter dem Arm, versichert gleich zu Anfang, große „Lust zum Lernen“ zu haben und über ihre Allgemeinbildung hinaus ihre Kenntnisse „vertiefen“ und sich „spezialisieren“ zu wollen. (42)

Nach einigen einleitenden Fragen zur Landeskunde („Paris ist die Hauptstadt von…?“) wird sie im Laufe der folgenden fünfundvierzig Minuten vom Professor zuerst in Arithmetik („Wieviel ist eins und eins?“) geprüft und in die „Geheimnisse“ von Addition, Subtraktion und Multiplikation eingeweiht, dann mit einer abstrusen Philologie konfrontiert und zu völlig unsinnigen Übersetzungsübungen gezwungen. Die pädagogische Methodik des Professors wird immer seltsamer und unerbittlicher: „Während er zu Beginn der Handlung harmlos und unsicher erscheint, gewinnt er nach und nach immer mehr an Sicherheit und Autorität, er wird nervös, aggressiv, befehlshaberisch, bis er schließlich mit seiner Schülerin wie auf einem Instrument spielt, ganz wie es ihm gefällt. Auch die zuerst schwache und zaghafte Stimme des Professors wird kräftiger und kräftiger und schließlich durchdringend, ja schmetternd wie eine Trompete.“ (40)
Das anfangs noch so optimistische Mädchen wird immer konfuser und (abgesehen von kurzen, seltener werdenden Aufmüpfigkeiten) immer kleinlauter. Es klagt über zusehends stärker werdende Zahnschmerzen und wird schließlich so apathisch, dass es sich dem herrischen Diktat ihres Lehrmeister bedingungslos hingibt und – Höhepunkt der hörigen Unterwerfung – sich von ihrem Peiniger mit einem riesigen unsichtbaren Messer zweifach durchstoßen und „von unten nach oben aufschlitzen“ (67) lässt. Den ganzen Körper des Professors durchläuft ein Zucken, er schwankt und fällt auf einen Stuhl. Er wischt sich den Schweiß von der Stirn, stammelt unverständliche Worte vor sich hin, betrachtet das Messer in seiner Hand, dann das junge Mädchen und wird endlich, als ob er aus einem langen Traum erwache, von panischem Schrecken ergriffen. Verzweifelt schreit er nach seinem Dienstmädchen um Hilfe.
 Marie, „kräftig von Statur, 45 bis 50 Jahre alt, rotwangig und nach bäurischer Art frisiert“ (39), erscheint, sieht die Bescherung, setzt eine strenge Miene auf, verhöhnt den Professor, gibt ihm, als er auch sie mit dem Messer bedrohen will, zwei kräftige Ohrfeigen und weiß auch sonst Rat: Sie verspricht das Mädchen beerdigen zu lassen, zusammen mit den neununddreißig anderen Schülerinnen. Der Professor ist dankbar, bleibt aber skeptisch: Vierzig Särge? Wird das nicht zu teuer? Und werden sich da nicht die Leute wundern? – Marie aber beruhigt ihn: „Machen Sie sich doch nicht so viele Sorgen. Man sagt eben, die Särge sind leer. Die Leute fragen auch nicht. Die Leute sind schon daran gewöhnt.“ Sie bindet dem Professor eine Armbinde mit einem Abzeichen um. „Nehmen Sie das, da brauchen Sie nichts mehr zu fürchten. So ist es politisch.“ (69) – Noch während die beiden die Tote an Armen und Beinen aus dem Zimmer schleppen, klingelt es an der Wohnungstür. Opfer Nummer 41 kündigt sich an.

## Deutung
„Die ungeachtet der unerbittlichen Konsequenz der Parabel mit burlesken und pantomimisch-komischen Zügen durchsetzte Farce lässt sich auf mehreren Ebenen interpretieren:
- literarisch als Parodie auf das realistische Problem- und Argumentationstheater,
- philosophisch als Sieg des Absurden und Irrationalen über die Erkenntnis,
- kulturkritisch als Satire auf abstraktes Pseudowissen und Bildungsgeschwätz,
- politisch als Darstellung der Terrorisierung und Zerstörung des Schwächeren durch den Stärkeren,
- psychologisch als exemplarische Gestaltung des Kampfs der Geschlechter.

Der Mord kann als sexueller Akt begriffen werden, als imaginäre Vergewaltigung des Mädchens durch den in einen Autoritätsrausch versetzten alten Professor. (Die Regieanweisung verlangt von dem auf einen Stuhl gesunkenen, toten Mädchen, die Beine schamlos gespreizt zu beiden Seiten herabhängen zu lassen.) An die Stelle der zur Verständigung untauglich gewordenen Sprache tritt ein sadistischer Zerstörungstrieb, der über den psychologischen Sachverhalt hinaus in eine metaphysische Dimension führt, in einen menschlichen Erfahrungsbereich, der sich nach Meinung des Autors dem amputierten Realitätsbegriff des einseitig am sozialen Verhalten orientierten ideologischen Theaters im Sinne Brechts überlegen erweist.“

## Musikalische Bearbeitung
La Leçon nennt sich auch das Ballett in einem Akt des dänischen Choreographen Flemming Flindt mit Musik von Georges Delerue, dessen Libretto auf dem Drama von Ionesco basiert und von diesem ausdrücklich autorisiert wurde. Die Uraufführung fand am 6. April 1964 an der Opéra-Comique in Paris statt. Der Bühnenfassung vorausgegangen war ein Fernsehballett, das am 16. September 1963 von Danmarks Radio Television erstmals ausgestrahlt worden war.

### Textausgaben
- Eugène Ionesco, Théatre I: La Cantatrice chauve, La Lecon, Jacques ou la soumission, Les Chaises, Victimes du devoir, Amédée. Paris: Gallimard (1954).
- Eugène Ionesco, La cantatrice chauve, anti-pièce, suivi de La leçon, drame comique. (Taschenbuch) Paris: Éditions Gallimard (1954).
- Eugène Ionesco, Theaterstücke: Die kahle Sängerin, Die Unterrichtsstunde, Jakob oder Der Gehorsam, Die Stühle, Opfer der Pflicht, Amédée oder Wie wird man ihn los. Übers. v. J. und U. Seelmann-Eggebert. Neuwied und Berlin: Luchterhand (1959).
- Eugène Ionesco, Die Unterrichtsstunde. La Leçon. Komisches Drama in einem Akt. (Übers. v. Erica de Bary). In: Absurdes Theater. Stücke von Ionesco, Arrabal, Tardieu, Ghelderode, Audiberti. München: Deutscher Taschenbuch Verlag (1966). S. 37–70. ISBN 3-423-01626-4
- Eugène Ionesco, Die Unterrichtsstunde. Audiobook (Audio-CD) prod. v. Reinhart Spoerri. Christoph Merian Verlag.

### Sekundärliteratur
- Martin Esslin: Eugène Ionesco: Theater und Antitheater. In: (Ders.:) Das Theater des Absurden. (Aus dem Englischen übers. v. Marianne Falk). Reinbek: Rowohlt Taschenbuch Verlag (1965). S. 97–158. ISBN 3-499-55234-5
- Bahners, Klaus: Eugène Ionesco: Die kahle Sängerin/Die Unterrichtsstunde/Die Nashörner. Königs Erläuterungen und Materialien (Bd. 392). Hollfeld: C. Bange Verlag 1997. ISBN 978-3-8044-1643-7